# Adyte assimilis
Adyte assimilis är en ringmaskart som först beskrevs av McIntosh 1874.  Adyte assimilis ingår i släktet Adyte och familjen Polynoidae. Arten är reproducerande i Sverige. Inga underarter finns listade i Catalogue of Life.